# Віджаяпала
Віджаяпала — індійський магараджахіраджа з династії Гуджара-Пратіхари.

## Життєпис
Син магараджахіраджи Магіпали I. Ймовірно після смерті його зведеного брата Девапали у 954 році почалася боротьба за владу, оскільки швидко змінилися правителі Вінаякапала і Магіпала II. Перемогу здобув Віджаяпала, але напевне до 959 року приборкував бунтівних феодалів, прихильників попередників.
Водночас відбувається остаточний занепад держави: клан Чандела підтвердив свою незалежність (захопивши значні землі на сході та півночі), в північному Раджастхані завтердився Матанадева (з молодшої гілки Гуджара-Пратіхара), заснувавши державу Алвар і номінально визнававши зверхність Віджаяпали. Також повстав раніше васальний рід Каччхапагата. Вів невдалі війни проти кланів Калачурів (з магарджею Шанкараганою III) і Парамара (з Сіякою II) та держави Західних Чалук'їв.
На кінець панування його володіння охоплювали доаб (міжріччя) Ганг—Джамуна. Помер за різними відомостями 984 або 988/989 року. Йому спадкував син Раджапала.